# Chulilla (Teruel)
Chulilla fue una aldea medieval situada en el actual término municipal de Cedrillas en la comarca de la Comunidad de Teruel. Se despobló en plena Edad Media.

## Geografía
En el actual término persiste el topónimo en el Alto de La Chulilla, usado para referirse al emplazamiento del antiguo poblamiento en las cercanías del término municipal de Corbalán, donde también persisten microtopónimos relacionados (Barranco de la Chulilla).

## Historia
Se registra como Xulella en un texto en latín medieval de 1212 de concordia entre el obispo de Zaragoza y el capítulo eclesiástico de Teruel sobre el pago de diezmos.

Se escribe posteriormente Chuliella en un texto en latín medieval de concordia entre lo obispo de Zaragoza y clérigos turolenses del 10 de enero de 1293.
La localidad tuvo una iglesia, probablemente antecesora de la actual ermita de Santa Quiteria. Esta fue administrada por un vicario conjunto con la vecina iglesia de Escriche, no estando claro si la aldea pertenecía a la sesma del Campo de Monteagudo o a la baronía de Escriche. En Rationes decimarum Hispaniae (1279-80) se escribe Sculiella:

Item a rectore de Scrich et Sculiella / Item a vicario de Donzebro

Es posteriormente mencionada en la historia de los "Amantes de Teruel":

Y enpues, como en la dicha bendicion/ no obiesen puesto en ella la canyada llamada/ Chuliella, el dicho Gil Royz de Lihori, con procura de su/ mujer dona Toda Royz de Verea, hecha a XXXI de agosto, (notario/ Adam Perz de Viana), en el anyo de de la era de MCCCLXV [1327] puso / en la dicha bendicion de Escriche la dicha Canyada de Chuliella, en el mes de octubre de la era y anyo sobredicho /, y notario sobredicho.

Los textos eclesiásticos del arzobispado de Zaragoza sigue recogiendo la vicaría de Escriche y Chulilla en 1348. La localidad probablemente se despoblara poco después durante el retroceso demográfico que la guerra de los Dos Pedros trajo a la región.